# NGC 5426
NGC 5426 is een spiraalvormig sterrenstelsel in het sterrenbeeld Maagd. Het hemelobject ligt 126 miljoen lichtjaar van de Aarde verwijderd en werd op 5 maart 1785 ontdekt door de Duits-Britse astronoom William Herschel.

## Synoniemen
- MCG -1-36-4
- UGCA 380
- VV 21
- Arp 271
- PGC 50083